# Orden del Casco de Hierro
La Orden del Casco de Hierro es una orden militar fundada el 18 de marzo de 1814.

## Historia
Fundó esta Orden el Landgrave de Hesse-Kassel para premiar los servicios hechos en la guerra de aquel año. Esta Orden, semejante a la de la Cruz de Hierro de Prusia, tiene por divisa una cruz de cuatro brazos rectos del mismo metal orlados de plata, con un casco en el centro, colgando de una cinta encarnada con listas azules.